# Pontederiáceas

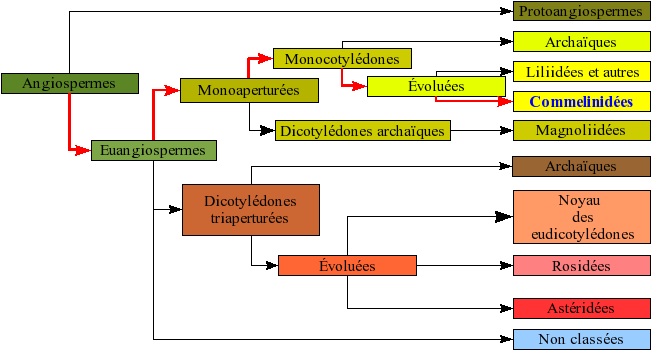
Classificação Filogenética (APG)

Pontederiáceas (Pontederiaceae) é uma família de angiospermas monocotiledôneas que pertencem à ordem Commelinales, sendo formada por aproximadamente 40 espécies, distribuídas em 2 gêneros. Em sistemas de classificação anteriores, tal família pertencia era incluída na ordem Liliales ou em sua própria ordem Pontederiales.

## Gêneros
Heteranthera e Pontederia.
A família tradicionalmente reconheceu um grande número de gêneros, baseado geralmente em características autopomórficas. Isso levou ao reconhecimento de vários gêneros monoespecíficos, além de causar o não-monofiletismo de gêneros importantes como Heteranthera e Eichhornia. Heteranthera só se tornou monofilético com a inclusão de Eurystemon, Hydrothrix, Scholleropsis, e Zosterella. Enquanto Eichhornia era recuperado em três linhagens distintas, o que levou a expansão de Pontederia para incluir Eichhornia e Monochoria. São reconhecidos cinco subgêneros dentro de Pontederia:
- Pontederia subg. Cabanisia
- Pontederia subg. Oshunae
- Pontederia subg. Monochoria
- Pontederia subg. Eichhornia
- Pontederia subg. Pontederia

No Brasil ocorrem ambos gêneros e cerca de 30 espécies, sendo um grupo bem representado no Pantanal matogrossense e o semi-árido.

## Descrição
Esta é uma pequena família de plantas aquáticas ou palustres.
As folhas são dimórficas, apresentando uma morfologia juvenil e outra adulta, com ambas fases apresentando uma lígula na sua base, próximo à bainha. A forma da lígula é de relevância sistemática e taxonômica. A bainha é sempre aberta. As folhas juvenis são sempre sésseis, sendo espiraladas em Heteranthera e dísticas em Pontederia. As folhas adultas podem ser produzidas ou não, mas estando ausentes apenas em algumas espécies de Heteranthera. O pecíolo apresenta um pulvino em seu ápice, em Pontederia. A inflorescência é um tirso, onde os ramos secundários são cincinos. A bráctea basal é espátacea, os cincinos são ebracteatos, e as flores não possuem bractéolas.
As flores são sésseis, ocasionalmente pediceladas, vistosas, roxas, rosadas ou brancas, ocasionalmente azuis ou amarelas, zigomorfas ou actinomorfas, e bissexuadas. São flores diclamídeas, homoclamídeas, e apresentam um hipanto, geralmente acompanhado de um evidente tubo floral. O perianto é composto por 6 elementos, raro 3 ou 4, todos petaloides. A tépala dorsal geralmente apresenta uma guia de néctar. O androceu é composto por 6 estames em Pontederia e por 3 estames ou 1 estame mais 2 estaminódios, raro 1 estame em Heteranthera. Os filetes são epipétalos, e frequentemente de tamanhos diferentes.  Anteras rimosas ou poricidas e nectários septais presentes ou não. O gineceu é gamocarpelar, com ovário súpero, unilocular ou trilocular. Placentação axial ou parietal, lóculos uniovulados ou pluriovulados. O fruto é seco e envolto pelo antocarpo. Suas sementes possuem endosperma abundante e sua liberação ocorre no início da estação fria, permanecendo viável por no mínimo 7 anos.

## Exemplos
A Pontederia crassipes é a espécie mais comum desta família a qual possui tecido arenquimatoso e reproduz-se principalmente a partir da formação de talos de forma vegetativa, suas folhas são modificadas e o pecíolo é inflado, servindo como uma bóia para a flutuação da planta. A inflorescência é multiflora.
Já a Heteranthera reniformis também pode viver em solos saturados de água, onde há um enraizamento das plantas que se desprendem quando o nível de água se eleva; sua reprodução principal se dá por sementes (forma sexuada) e seu limbo foliar é reniforme com base cordada a invaginante; a inflorescência possui de 3 a 7 flores.
Pontederia cordata é outra espécie significativa à família, a qual apresenta folhas basais longas com pecíolos longos e base cordata e, havendo uma folha solitária menor que as basais com a função de proteger a inflorescência.

## Distribuição
A família apresenta distribuição Pantropical, ou seja, ocorrendo em todas as regiões tropicais e subtropicais do globo. Apresentam o Brasil como centro de diversidade, mas são bastante frequentes em ambientes úmidos e aquáticos na América do Sul, América Central, e América do Norte. Apresentam a África e a Ásia como centros secundários de diversidade por causa de Pontederia subg. Monochoria.

## Ecologia
As plantas desta família produzem flores praticamente o ano todo, sendo muitas vezes usadas na ornamentação.
Além disso, devido a sua ampla dispersão, vigor e crescimento rápido, estas plantas popularmente conhecidas como aguapés estão sendo usadas em testes como agentes biológicos despoluentes, pois acredita-se que estas possuam capacidade de remoção desde efluentes de esgotos sanitários, remoção de material particulado, até cianetos, funcionando como um filtro natural em ambientes poluídos; servem ainda de alimento para peixes e mamíferos herbívoros ou mesmo abrigo para peixes pequenos, zooplâncton e até proteção às proles e ovos dos organismos aquáticos; podendo às vezes, abrigar inúmeros micro-habitats para pequenos invertebrados. Estas plantas têm a capacidade de diminuir o pH da água quando expostas a ambientes altamente alcalinos, sendo na Amazônia essenciais à manutenção do equilíbrio do ecossistema. São comuns em rios de fluxo lento, lagos, represas, tanques de piscicultura, margens de rios e até lavouras de arroz, as quais devido a sua alta capacidade reprodutiva podem tornar-se “praga” facilitando assim a perda de água do ambiente por evapotranspiração. Em regiões de clima temperado como EUA e Europa estas plantas tornaram-se espécies invasoras a tal ponto que atualmente são consideradas daninhas, pois se proliferam de tal maneira que chegam a gerar obstáculos às embarcações quando estas se aproximam das margens dos rios.
Dos métodos usados na remoção podemos destacar três:
- Remoção manual: que não é viável economicamente
- Remoção através da pulverização com herbicidas: que gera efeitos nocivos ao ambiente como um todo e aos seus organismos
- Introdução de espécies peixes que se alimentam das raízes destes aguapés: sendo atualmente a melhor solução para o problema, porém com o aumento na população destas espécies desequilíbrios no ecossistema podem tornar-se conseqüências comuns.